# اورلیو کامپا
اورلیو کامپا (انگلیسی: Aurelio Campa; ۱۰ مهٔ ۱۹۳۳ – ۱۸ آوریل ۲۰۲۰) بازیکن فوتبال اهل اسپانیا بود.
از باشگاه‌هایی که در آن بازی کرده‌است می‌توان به باشگاه فوتبال رئال بتیس اشاره کرد.